# Gare de Lindau-Reutin
La gare de Lindau-Reutin est une gare ferroviaire de bifurcation située sur le territoire de la commune allemande de Lindau, à l'endroit où la courbe d'Aeschach rejoint la ligne du Vorarlberg. C'est également une gare frontière avec l'Autriche.
Dans le cadre de la rénovation de la jonction ferroviaire de Lindau débutée en 2016, les installations ferroviaires, qui n'étaient plus utilisées que comme gare de fret, ont été agrandies de manière à la rendre apte à être desservie par des trains de voyageurs. La gare ainsi modifiée a été mise en service fin 2020.

## Situation ferroviaire
Contrairement à la gare en cul-de-sac de Lindau-Île (de) ouverte en 1854, la gare de Lindau-Reutin est une gare de transit située sur le continent, dans le quartier de Reutin. Le bâtiment voyageurs se trouve sur la Bregenzer Straße, à la hauteur de la Berliner Platz. La majorité des quelque 25 000 habitants de Lindau vivent sur le continent. Seulement environ 3 000 personnes vivent sur l'île.
Établie à 399 mètres d'altitude, elle est située au point kilométrique 2,6 de la ligne du Vorarlberg, entre les gares de Lindau-Insel et Lochau-Hörbranz (en direction de l'Autriche).
Elle est dotée de quatre voies et de deux quais, sans compter le faisceau de voies de débord.

## Histoire
La gare de fret d'origine de Lindau-Reutin a été construite en même temps que la ligne de Lindau à Bludenz, après que le terminal de trafic de marchandises de gare de l'île (c.-à-d. Lindau-Insel) ait atteint ses limites spatiales. La gare de triage de Lindau est mise en service le 14 octobre 1872 avec ses 21 voies. En 1876, la gare Lindau-Lokalbahnhof a été mise en service pour les trains régionaux et de marchandises ainsi que la courbe d'Aeschach ont suivi afin de traverser Lindau sans passer par l'île.
En 1907, des travaux de construction ont commencé pour agrandir la gare. Une halle de marchandises de 312 mètres de long a été construite au sud de la gare. Dès les années 1910, il était envisagé d'arrêter les trains grandes lignes uniquement dans la gare de Lindau-Reutin,,. En novembre 1911, la gare agrandie du nom de Lindau-Ost entre en service.
Une passerelle en treillis commençant du côté ouest du bâtiment voyageurs a traversé toute la zone de la gare du nord au sud. Celle-ci a été percutée au début des années 2000 par un camion, le rendant inutilisable.
En 1913, un embranchement particulier a été ouvert dans le quartier de Rickenbach. En 1943, un camp de caserne pour les travailleurs forcés du chemin de fer est construit à l'ouest de la gare. Au cours des derniers jours de la Seconde Guerre mondiale, la gare a été fortement endommagée par des raids aériens. En décembre 1969, la Deutsche Bundesbahn a mis en service un point de chargement pour les services auto-train qui était situé du côté sud de la gare, à l'écart du bâtiment voyageurs et des quais. En 1980, les services réguliers de passagers à Lindau-Reutin ont été interrompus et l'infrastructure destinée à la circulation de ces trains a été abandonnée. Cependant, les services auto-train ont continué à fonctionner jusqu'au 14 octobre 2006. En raison de la concurrence dans le secteur du transport de marchandises par les camions, la Deutsche Bahn a fermé le triage et les installations de réception des trains de marchandises en 1988.
À partir de 1995, un projet prévoyant de faire de Lindau-Reutin la nouvelle gare principale de la ville de Lindau a été mis en œuvre sous le nom de Lindau 21 (de). Plusieurs options ont été envisagées. La première tentative a eu lieu dans le cadre de la série de projets « Bahnhof 21 (de) » de la Deutsche Bahn (DB). Elle a néanmoins échoué, la ville considérant que la gare de Lindau-Insel, située sur l'île de Lindau, est indispensable.
À partir de 2000, Deutsche Bahn a de nouveau tenté de mettre en œuvre son projet, sans succès. Après deux référendums (en 2011 et en 2012), la configuration avec une unique gare principale à Lindau-Reutin n'a pas pu être retenue. Néanmoins, lors du premier référendum, 61 % des électeurs se sont prononcés en faveur d'une solution à deux gares, donc avec conservation de la gare de l'île.

## Travaux
Après l'échec du projet initial en 2011/2012, les parties prenantes ont repris les discussions afin de prendre en compte le résultat des référendums effectués. Le compromis trouvé, appelé « Kombilösung » (pouvant être traduit par « solution combinée » en Français) à Lindau, implique la préservation de la gare centrale de Lindau dans une moindre mesure : le stationnement des trains et la station-service pour le plein en gazole du matériel roulant sont déplacés à Reutin. Une surface d'environ cinq hectares a pu être libérée de l'exploitation ferroviaire et mise à disposition comme terrain constructible.
La transformation de la gare de Lindau-Reutin en gare pouvant accueillir des trains grandes lignes a également été incluse dans le projet. Un nouveau poste d'aiguillage informatique a également été installé pour l'ensemble du nœud ferroviaire de Lindau. La nouvelle gare de Lindau-Reutin dispose de quatre voies à  quai.
Le coût de l'ensemble de la mesure est de 130 millions d'euros. À Reutin, la rénovation de la gare permet de créer une surface d'environ 12 hectares et sera donc disponible comme terrain à bâtir dans le futur.
Le 24 octobre 2016 a eu lieu la cérémonie de pose de la première pierre de la modernisation des installations ferroviaires dans la région de Lindau et donc de la transformation de la gare de Lindau-Reutin en une gare pour le trafic voyageurs. Cependant, les travaux de construction ont commencé plus tôt. Il est prévu de la ramener sur l'ensemble des voies qui séparent le centre de Reutin de la rive du lac de Constance, en remplacement de l'ancienne passerelle afin d'accéder plus rapidement au lac.
En août 2020, la ville de Lindau a acquis le bâtiment d'accueil de la gare de Lindau-Reutin. Il doit être remplacé par un nouveau bâtiment.

Photos des travaux
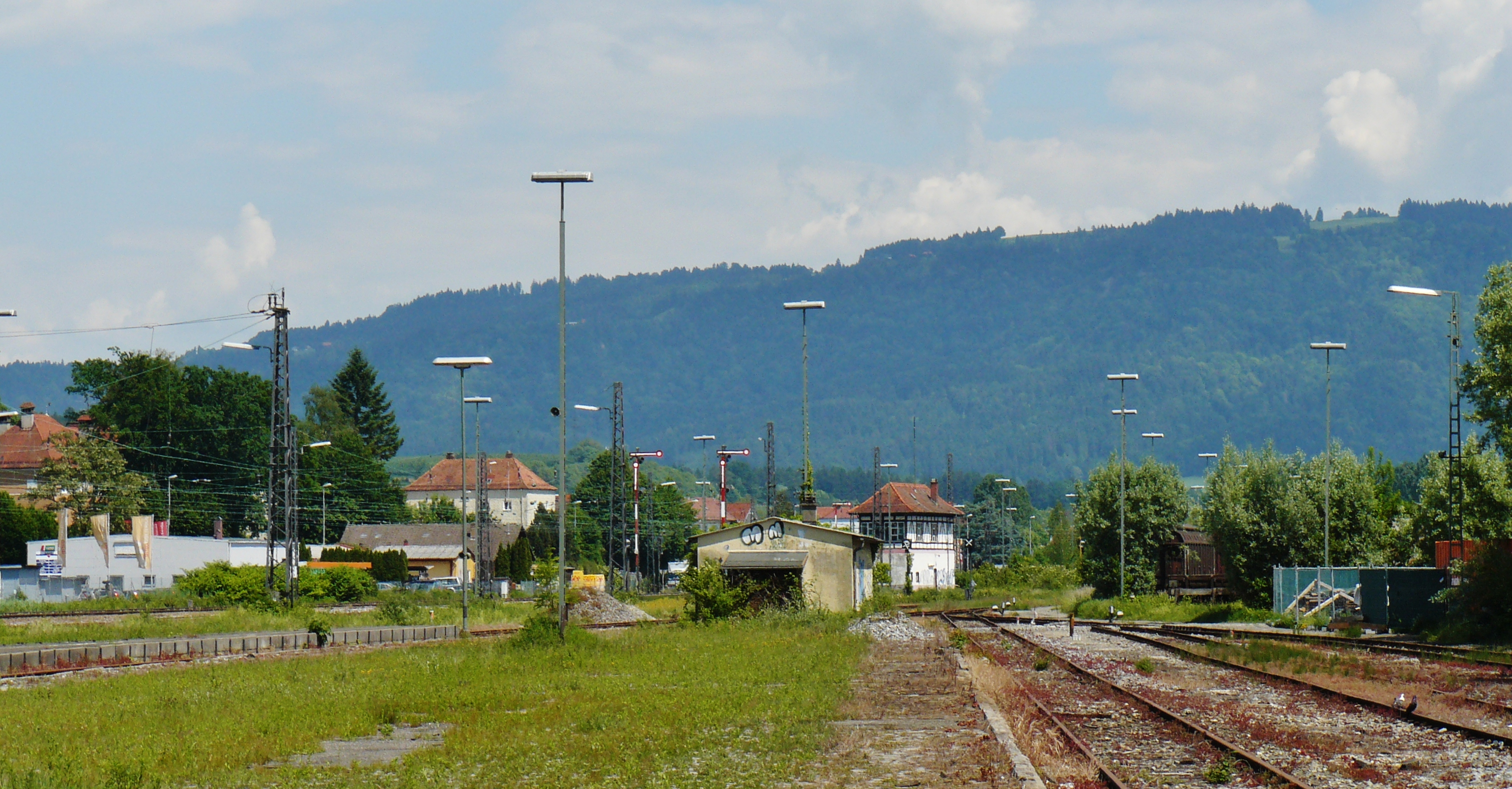
Faisceau de voies de la gare Lindau-Reutin en 2012.
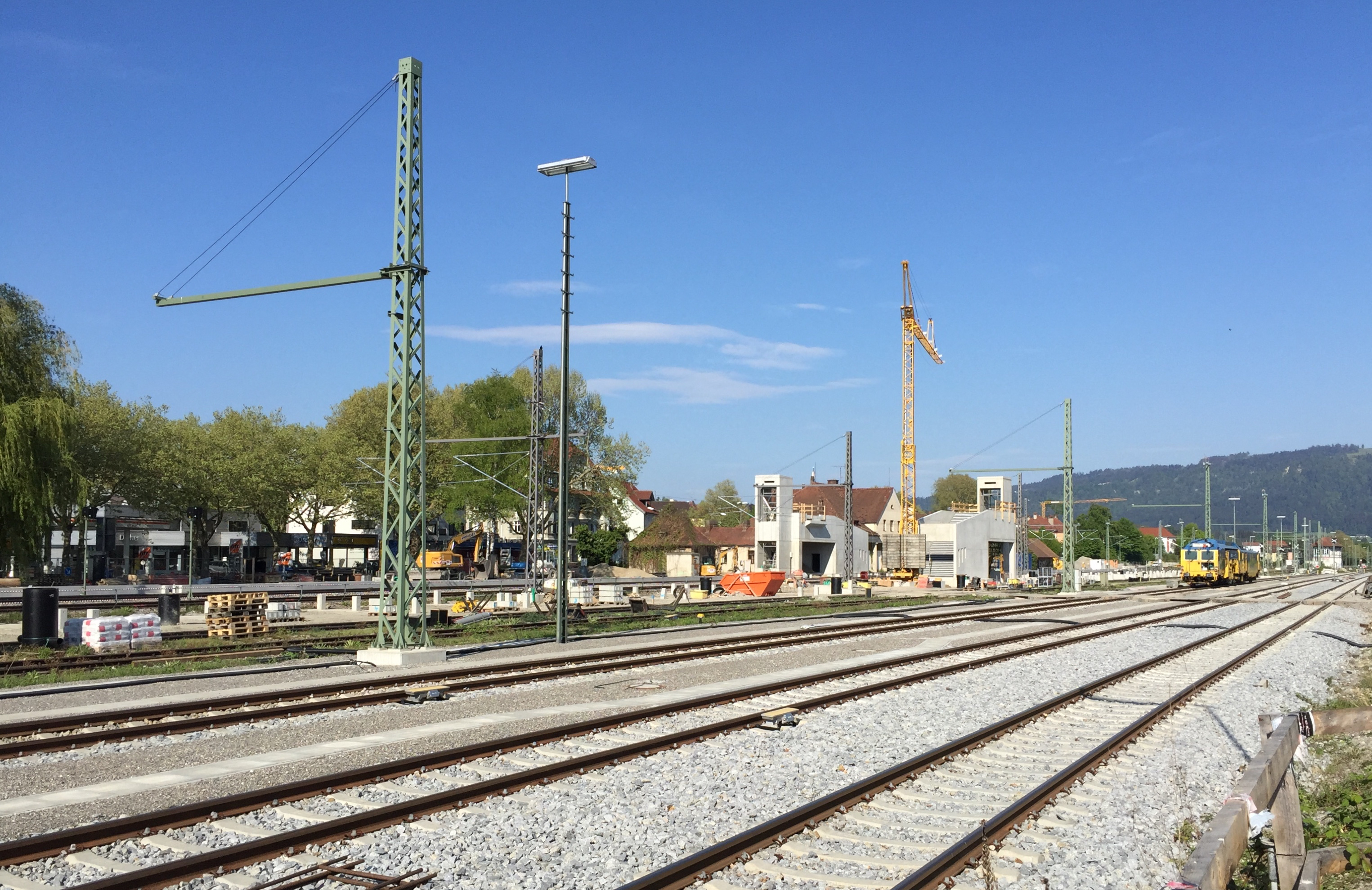
État des travaux en avril 2020. Le bâtiment de la gare de 1911 est à gauche derrière la grue.
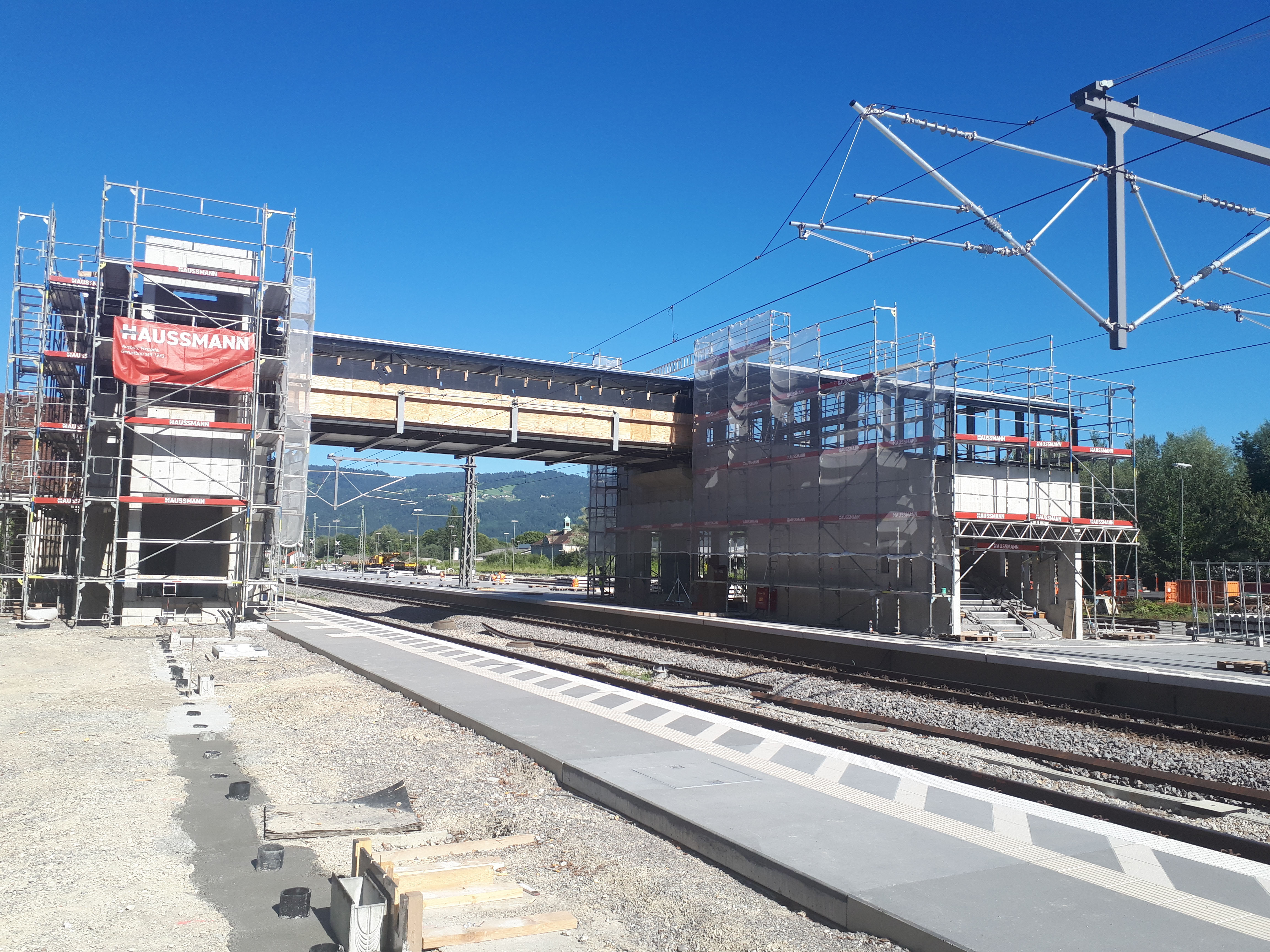
État des travaux de construction en juillet 2020.

## Service des voyageurs

### Accueil
Gare de la Deutsche Bahn, elle est dotée d'un bâtiment voyageurs et de deux quais.

### Desserte

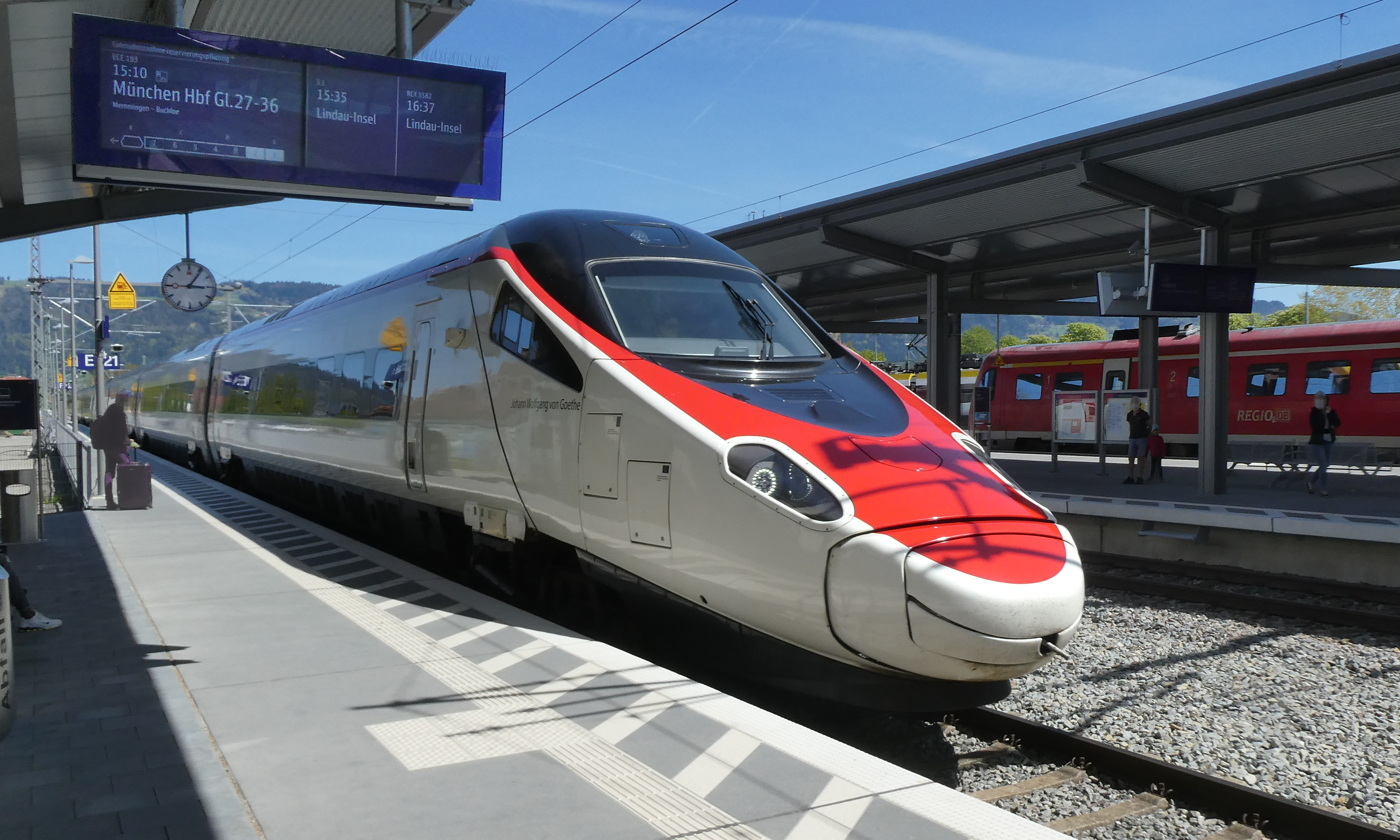
ETR 610 au départ pour assurer un service EuroCity Express en direction de la gare centrale de Munich.

Depuis le changement d'horaire du 13 décembre 2020, six liaisons quotidiennes vers Munich et Zurich sont proposées en EuroCity (EC), classés EuroCity-Express (de) (ECE) sur leur parcours entre Lindau et Munich,,. Grâce à l'électrification de la ligne Geltendorf - Lindau et la mise en service de la gare de Lindau-Reutin, cette ligne est désormais exploitée par des trains pendulaires ETR 610, ce qui a permis l'élimination du changement de traction en gare de Lindau-Insel et de gagner environ 20 minutes de temps de trajet.
En outre, Lindau-Reutin est desservie par la ligne S1 du S-Bahn du Vorarlberg ainsi que par les trains régionaux ÖBB, qui passent devant la gare sans s'arrêter jusqu'en 2020. Le reste du trafic régional continue de s'arrêter uniquement à la gare de Lindau-Insel, à l'exception de la ligne RE 7 qui a été prolongée jusqu'à Lindau-Reutin en 2020,.

### Intermodalité
La gare est en correspondance avec des lignes d'autocars longue distance, notamment à destination de la Pologne au niveau de l'arrêt Lindau situé devant la gare ainsi que par la ligne 5 du réseau Stadtbus Lindau (de).